# سوهو (خواننده)
کیم جون-میون (کره‌ای: 김준면؛ زاده ۲۲ مه ۱۹۹۱) که با نام هنری سوهو (انگلیسی: Suho؛ در کره‌ای به‌معنای «نگهبان») شناخته می‌شود، خواننده، ترانه‌سرا و بازیگر اهل کره جنوبی است. او لیدر و خواننده گروه چینی-کره‌ای اکسو و زیرمجموعهٔ اکسو-کی می‌باشد. وی در تاریخ ۳۰ مارس ۲۰۲۰، با انتشار اولین مینی آلبوم خود، خودنگاره (Self-Portrait)، به عنوان تکخوان شروع به کار کرد. سوهو همچنین در درام‌ها و فیلم‌های تلویزیونی مختلفی از قبیل One Way Trip (۲۰۱۶)، The Universe's Star (۲۰۱۷)، Rich Man (۲۰۱۸)، Middle School Girl A (۲۰۱۸) و How Are You Bread (۲۰۲۰) بازی کرده است.

## اوایل زندگی
سوهو در ۲۲ مه ۱۹۹۱، در سئول کره جنوبی زاده شد. سوهو بومی سئول است و به همراه خانواده در منطقه آپوجئونگ سئول زندگی می‌کند. در دوران مدرسه نماینده کلاس و نایب رئیس دانش آموزان مدرسه بود. او از دبیرستان معتبر ویمون فارغ‌التحصیل شد.
سوهو در سال ۲۰۰۶ و در سن ۱۶ سالگی، توسط اس. ام. اینترتینمنت کشف شد و در سال ۲۰۱۲ رسماً به عنوان لیدر وارد گروه اکسو شد.

## حرفه

### ۲۰۱۲–۲۰۱۹: آغاز فعالیت و حرفه بازیگری
سوهو در تاریخ ۱۵ فوریه ۲۰۱۲ به عنوان دهمین عضو گروه اکسو معرفی شد. این گروه در آوریل ۲۰۱۲ با آلبوم چندآهنگه Mama با رهبری سوهو شروع به کار کردند. در سال ۲۰۱۳، سوهو صداپیشه شخصیت اصلی برنارد برای دوبله کره‌ای فیلم انیمیشن Saving Santa بود. وی همچنین موسیقی متن اصلی فیلم را به همین نام با جونگ اون-جی از گروه ای‌پینک ضبط کرد.

## زندگی شخصی

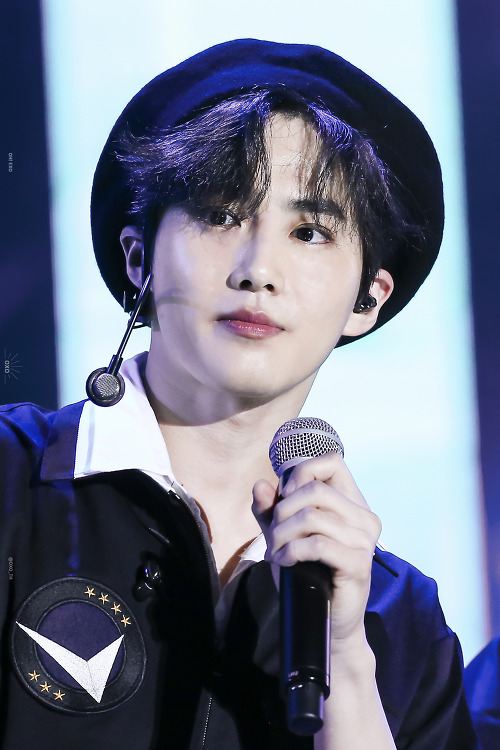
سوهو در فستیوال آهنگ سال آسیادر ۲۴ سپتامبر ۲۰۱۷

سوهو در سال ۲۰۰۹، در دانشگاه ملی هنرهای کره آغاز به تحصیل کرد اما در سال ۲۰۱۱ از آن انصراف داد و در دانشگاه کیونگ‌هی و در بخش فرهنگ و هنر دانشکدهٔ مدیریت این دانشگاه، به همراه اعضای دیگر اکسو، چانیول و بکهیون به ادامهٔ تحصیل پرداخت.
در ۴ مهٔ ۲۰۲۰ اعلام شد که سوهو در ۱۴ مه، خدمت سربازی خود را به‌عنوان افسر خدمات اجتماعی آغاز خواهد کرد. او در ۱۳ فوریه ۲۰۲۲ از سربازی مرخص شد.

## ترانه‌شناسی

### آلبوم چندآهنگه
| عنوان    | جزئیات                                                                                  | بالاترین جایگاه در جدول | فروش          |
| عنوان    | جزئیات                                                                                  | گائون                   | فروش          |
| -------- | --------------------------------------------------------------------------------------- | ----------------------- | ------------- |
| خودنگاره | - انتشار: ۳۰ مارس ۲۰۲۰ (کره) - ناشر: اس.ام. انترتینمنت - قالب: سی‌دی، دانلود، رسانه جاری | -                       | - چین: ۸۳٬۵۰۰ |

## فیلم‌شناسی

### فیلم
| سال  | عنوان         | نقش     | توضیحات  |
| ---- | ------------- | ------- | -------- |
| ۲۰۱۳ | نجات بابانوئل | برنارد  | صداپیشه  |
| ۲۰۱۶ | سفر یک‌طرفه    | سانگ وو | نقش اصلی |
| ۲۰۱۸ | دانش آموز A   | جه هی   | نقش اصلی |

### مجموعه تلویزیونی
| سال  | عنوان         | نقش         | توضیحات                   | منابع       |
| ---- | ------------- | ----------- | ------------------------- | ----------- |
| ۲۰۱۲ | به زیبایی تو  | خودش        | حضور افتخاری (قسمت ۲)     |             |
| ۲۰۱۴ | نخست‌وزیر و من | هان ته وونگ | حضور افتخاری (قسمت ۱۰–۱۲) | [ ۳ ]       |
| ۲۰۱۷ | ستاره گیتی    | وو جو       |                           |             |
| ۲۰۱۸ | مرد پولدار    | لی یو چان   |                           |             |
| ۲۰۲۳ | پشت لمس تو    | کیم سون وو  |                           | [ ۴ ]       |
| ۲۰۲۳ | سرگذشت آسدال  | آروک        | حضور افتخاری؛ فصل ۲       | [ ۵ ] [ ۶ ] |
| ۲۰۲۴ | ولیعهد گمشده  | یی گون      |                           | [ ۷ ]       |

### مجموعه اینترنتی
| سال  | عنوان            | نقش       | توضیحات         | منابع |
| ---- | ---------------- | --------- | --------------- | ----- |
| ۲۰۱۵ | همسایه بغلی اکسو | سوهو      | ورژن خیالی خودش |       |
| ۲۰۲۰ | حالت چطوره نان   | هان دو وو |                 | [ ۸ ] |

### تئاترهای موزیکال
| سال  | عنوان           | نقش        | توضیحات                    |
| ---- | --------------- | ---------- | -------------------------- |
| ۲۰۱۵ | «مدرسهٔ اُز»      | هانس       | موزیکال اس.ام. اینترتینمنت |
| ۲۰۱۷ | آخرین بوسه      | پرنس ردولف | موزیکال آخرین بوسه         |
| ۲۰۱۸ | مردی که می‌خندد  | گویین پلین | موزیکال مردی که می‌خندد     |
| ۲۰۲۰ | مردی که می‌خندد۲ |            | موزیکال مردی که می‌خندد۲    |